# Alpes Isère Tour
De Alpes Isère Tour is een etappekoers die jaarlijks in april of mei wordt verreden in de Franse regio Auvergne-Rhône-Alpes in het departement Isère. De koers maakt deel uit van de UCI Europe Tour en heeft een 2.2.
Van 1991-2005 werd de koers verreden onder de naam Tour Nord-Isère en van 2006-2020 als de Rhône-Alpes Isère Tour (Ronde van Rhône-Alpes Isère). De Fransman Éric Drubay is met twee zeges recordhouder. In 2002 was Jeff Peeters de eerste Belg die de koers won en kreeg in Nico Sijmens (2013), Lennert Van Eetvelt (2022) en Jarno Widar (2023) opvolgende landgenoten op de erelijst. Maint Berkenbosch was in 2005 de eerste Nederlander die de ronde won en kreeg in Sam Oomen (2015), Lennard Hofstede (2016), Marco Minnaard (2017) en Sjoerd Bax (2021) opvolgende landgenoten op de erelijst.

## Erelijst

### Meervoudige winnaars
| Overwinningen | Renner      | Jaren      |
| ------------- | ----------- | ---------- |
| 2             | Éric Drubay | 1997, 1999 |

### Overwinningen per land
| Overwinningen | Land                             |
| ------------- | -------------------------------- |
| 18            | Frankrijk                        |
| 5             | Nederland                        |
| 4             | België                           |
| 2             | Australië, Kroatië               |
| 1             | Colombia, Noorwegen, Zwitserland |